# Mastacembelus simbi
Mastacembelus simbi és una espècie de peix pertanyent a la família dels mastacembèlids.

## Descripció
- Fa 7,8 cm de llargària màxima.
- 23-26 espines i 47-55 radis tous a l'aleta dorsal.
- 2 espines i 46-56 radis tous a l'aleta anal.
- Nombre de vèrtebres: 68-71.[4]

## Reproducció
És sexualment madur en assolir 6 cm de llargària.

## Hàbitat
És un peix d'aigua dolça, bentopelàgic i de clima tropical (27 °C-29 °C).

## Distribució geogràfica
Es troba a Àfrica: la República Democràtica del Congo.

## Observacions
És inofensiu per als humans.